# 9516 Inasan
9516 Inasan este un asteroid din centura principală de asteroizi.

## Descriere
9516 Inasan este un asteroid din centura principală de asteroizi. A fost descoperit pe 16 decembrie 1976 la Observatorul astrofizic din Crimeea de Liudmila Cernîh. El prezintă o orbită caracterizată de o semiaxă mare de 3,20 ua, o excentricitate de 0,20 și o înclinație de 2,4° în raport cu ecliptica.